# Kolhólsfjall
Kolhólsfjall är ett berg i republiken Island. Det ligger i regionen Austurland, 300 km öster om huvudstaden Reykjavík. Toppen på Kolhólsfjall är 762 meter över havet.
Trakten runt Kolhólsfjall är nära nog obefolkad, med mindre än två invånare per kvadratkilometer. Det finns inga samhällen i närheten. Trakten runt Kolhólsfjall består i huvudsak av gräsmarker.